# Cylloceria fusciventris
Cylloceria fusciventris är en stekelart som först beskrevs av Hellen 1940.  Cylloceria fusciventris ingår i släktet Cylloceria och familjen brokparasitsteklar. Enligt den finländska rödlistan är arten sårbar i Finland. Arten är reproducerande i Sverige. Inga underarter finns listade i Catalogue of Life.